# Richard Kruspe
Richard Kruspe (ur. 24 czerwca 1967 w Wittenberge) – niemiecki muzyk, współtwórca i gitarzysta zespołów Rammstein i Emigrate.
Urodzony jako Sven Kruspe, w późniejszych latach życia dokonał zmiany imienia na Richard.

## Życiorys
Urodził się i dorastał w Wittenberge. Rodzice rozwiedli się, gdy był dzieckiem. W młodości trenował zapasy w BSG Lok Wittenberge i był młodzieżowym mistrzem NRD. Pracował jako kasjer i sprzedawca. Oprócz tego jest wykwalifikowanym kucharzem.
Na początku grał w Orgasm Death Gimmick; wraz z Oliverem Riedelem i Chistophem Schneiderem założyli Rammstein (1993). Potem dołączyli do nich Till Lindemann, Paul Landers i Christian Lorenz. Richarda uznaje się za pomysłodawcę Emigrate i Rammstein.

## Życie prywatne
Z nieformalnego związku z byłą żoną Tilla Lindemanna, kolegi z zespołu ma córkę, Khirę „Li” Lindemann (ur. 1992). Khirę można było zobaczyć między innymi podczas koncertu w Berlinie (Live aus Berlin) w utworze „Tier”.
29 października 1999 poślubił Caron, którą poznał w Nowym Jorku, a tydzień później oświadczył się jej. Rozwiedli się w 2004. Mają jedno dziecko. Richard ma też syna Merlina.

## Dyskografia
- Till Lindemann & Richard Kruspe – Schtiel (2003)[11]
- Apocalyptica – Worlds Collide (2007, gościnnie)[12]

## Filmografia
- xXx (2002, jako on sam, film fabularny, reżyseria: Rob Cohen)[13]
- Anakonda im Netz (2006, jako on sam, film dokumentalny, reżyseria: Mathilde Bonnefoy)[14]